# Chapelle du Sacré-Cœur de Bitche
La chapelle du Sacré-Cœur est un édifice religieux catholique sis dans la commune française de Bitche et le département de la Moselle.

## Histoire
La chapelle est érigée à la fin du XVIIIe siècle dans le cimetière Sainte-Croix, bénie en 1763, en vertu d'une autorisation épiscopale de 1776. La chapelle est détruite à la fin de la Seconde Guerre mondiale par les bombardements. Un nouvel édifice est construit dans l'après-guerre, reprenant le même type architectural que le premier.